# Робърт Динуиди
Робърт Динуиди (на английски: Robert Dinwiddie) е шотландски колониален администратор, който служи като лейтенант губернатор на Вирджиния от 1751 до 1758 г. и де факто ръководител на колонията Вирджиния. Счита се, че Динуиди дава началото на военната кариера на Джордж Вашингтон.

## Биография
Динуиди е роден в Глазгоу преди 2 октомври 1692 г., син на Робърт Динуиди от Гермистън и Елизабет Къминг.
През 1707 г. се записва да учи в Университета в Глазгоу, а след това започва работа като търговец. През 1727 г. се присъединява към британската колониална служба, първоначално работейки в митниците за Бермудите. Достига позицията генерален инспектор на митниците в южноамериканските пристанища преди да бъде назначен за лейтенант-губернатор на Вирджиния. Включен е в историческия роман на Уилям Мейкпийс Такъри от деветнадесети век „Вирджинци: Приказка от миналия век“.

### Френска и индианска война
През 1753 г. Динуиди узнава, че французите са построили фортовете Преск Айл (близо до езерото Ери) и Льо Бьоф, които според него заплашват интересите на Вирджиния в долината на Охайо. Той смята, че град Уинчестър е уязвим пред врага, а град Къмбърланд, е трябвало да бъде укрепен едва през следващата година.
Динуиди изпраща експедиция от осем души под ръководството на младия Джордж Вашингтон, за да предупреди французите да се оттеглят. Вашингтон, тогава едва на 21 години, предприема пътуването в средата на зимата на 1753 – 1754 г. Той пристигна във Форт Льо Бьоф на 11 декември 1753 г. Жак Легардьор дьо Сен-Пиер, комендант във Форт Льо Бьоф, закоравял ветеран на Запада, приема Вашингтон учтиво, но отхвърля неговия ултиматум.
Жак Сен-Пиер дава подслон на Вашингтон във форта в продължение на три дни, а след това му връчва писмо до Динуиди, с което отхвърля ултиматума.
През януари 1754 г., преди дори да научи за отказа на французите да напуснат форта, Динуиди изпраща малък отряд от милицията на Вирджиния да построи крепост на разклона на река Охайо, където реките Алигени и Мононгахела се сливат, за да образуват Охайо (района на днешен Питсбърг). Французите бързо прогонват вирджинците и построяват по-голяма крепост на мястото, наричайки я Форт Дюкен, в чест на Маркиз дьо Дюкен, тогавашният губернатор на Нова Франция.
Динуиди назначава Джошуа Фрай за главнокомандващ на колониалните сили. Фрай получава командването на Вирджинския полк и му е наредено да превземе Форт Дюкен. По време на настъплението, Фрай внезапно пада от коня си и умира от нараняванията си на 31 май 1754 г. във Форт Къмбърланд, след което Вашингтон поема командването на полка.
В началото на пролетта на 1754 г. Динуиди изпраща Вашингтон да проправи път до Мононгахела. След като атакува французите в битката при Жюмонвил Глен, Вашингтон се оттегля и построява малко укрепление, Форт Несисити, на мястото, известно тогава като „Големите ливади“, до река Югиогени, на около 25 км югоизточно от днешния Юниънтаун. Тук той се сблъсква с французите в схватка на 3 юли 1754 г. и е принуден да се предаде. Впоследствие Динуиди е активен в обединяването на други колонии в защита срещу Франция и в крайна сметка убеждава британците да изпратят генерал Едуард Брадок във Вирджиния с два полка редовни войски през октомври 1754 г.
Брадок загива в битката при Мононгахела на 9 юли 1755 г.; този неочакван обрат предизвиква загриженост и страх в колонията. През следващите четири години, до поражението на французите в битката при Авраамовите поля в Квебек и капитулацията на Водрьойл пред Амхърст в Монреал, съдбата на 13-те колонии е несигурна и администрацията на Динуиди е белязана от чести несъгласия с Асамблеята относно финансирането на войната. Търканията с британското правителство в крайна сметка ще прерастнат в Американската революция.
Динуиди има две дъщери – Ребека и Елизабет.
През януари 1758 г. Динуиди е заменен на поста лейтенант губернатор от Франсис Фокие и напуска Вирджиния. Живее в Англия до смъртта си на 27 юли 1770 г.

## Наследство
Окръг Динуиди, Вирджиния, който се намира на около 60 km южно от Ричмънд, носи името на Робърт Динуиди. От 1972 г. в негова чест едно от общежитията на Вирджинския колеж е кръстено „Динуиди Хол“.
Динуиди запазва връзките със своята алма матер през целия си живот: през 1754 г. получава почетна степен от Университета в Глазгоу; и след смъртта си през 1770 г. дарява на библиотеката към университета в Глазгоу £100 за набавяне на книги.
Неговите официални документи са събрани от Историческото дружество на Вирджиния през 1883 г. в пет тома. Те обхващат годините на неговото управление на колонията Вирджиния, от 1751 до 1758 г.
Динуиди е обект на книгата Robert Dinwiddie: Servant of the Crown.

### Цитирана литература
- Anderson, Fred. Crucible of war: the Seven Years' War and the fate of empire in British North America, 1754-1766.   New York, Vintage Books, 2001. ISBN 0-375-70636-4.
- Chernow, Ron. Washington: A Life.   Penguin Press, 2010. ISBN 9781594202667.

|  | Тази страница частично или изцяло представлява превод на страницата Robert Dinwiddie в Уикипедия на английски. Оригиналният текст, както и този превод, са защитени от Лиценза „Криейтив Комънс – Признание – Споделяне на споделеното“, а за съдържание, създадено преди юни 2009 година – от Лиценза за свободна документация на ГНУ. Прегледайте историята на редакциите на оригиналната страница, както и на преводната страница, за да видите списъка на съавторите. ВАЖНО: Този шаблон се отнася единствено до авторските права върху съдържанието на статията. Добавянето му не отменя изискването да се посочват конкретни източници на твърденията, които да бъдат благонадеждни. |